# درخت لاک چینی
درخت لاک چینی (نام علمی: Toxicodendron vernicifluum) نام یک گونه از سرده زهردرخت‌ها است.
از این درخت لاکی گرفته می‌شود که برای جلا دادن به چوب کاربرد دارد.